# オットー・レデラー
オットー・レデラー（Otto Lederer、1886年4月17日 - 1965年9月3日）は、オーストリア＝ハンガリー帝国に生まれた、アメリカ合衆国の映画俳優。1912年から1933年にかけて120本以上の映画に出演し、最もよく知られている出演作品は、初の本格的トーキー映画とされる『ジャズ・シンガー』や、ローレル&ハーディの短編映画『貴様がヘタクソだ (You're Darn Tootin')』である。
レデラーはプラハに生まれ、ロサンゼルスのウッドランド・ヒルズで没した。ただし、ウィーン生まれとする資料もある。女優のグレッチェン・レデラーと結婚していたが、後に離婚し、生涯に合わせて3回の結婚をした。オットー・レデラーは、グレンデールのフォレスト・ローン・メモリアル・パークに、元妻のグレッチェンらとともに納骨されている。

## おもなフィルモグラフィ
- Captain Alvarez、1914年
- A Woman in the Web、1918年
- Cupid Forecloses、1919年
- Over the Garden Wall、1919年
- The Little Boss、1919年
- 龍の網 (The Dragon's Net)、1920年[4]
- 呪の毒矢 (The Avenging Arrow)、1921年
- 僧侶の特権なしに (Without Benefit of Clergy)、1921年[4]
- 白鷲 (White Eagle)、1922年
- 若き日の夢 (Forget Me Not)、1922年[4]
- 餓えたる心 (Hungry Hearts)、1922年[4]
- 嵐に叫ぶ声 (Your Friend and Mine)、1923年[4]
- The Gown Shop、1923年
- The Sword of Valor、1924年
- 笑国万歳 (Wizard of Oz)、1925年[4]
- Cruise of the Jasper B、1926年
- That Model from Paris、1926年
- 恋慕やつれ (Sweet Rosie O'Grady)、1926年[4]
- ベルス (The Bells)、1926年[4]
- ジャズ・シンガー (The Jazz Singer)、1927年[4]
- キング・オブ・キングス (The King of Kings)、1927年[4]
- 市俄古 (Chicago)、1927年[4]
- 貴様がヘタクソだ (You're Darn Tootin')、1928年
- 恋の走馬燈 (Smiling Irish Eyes)、1929年[4]

このほか監督作品として、1921年の映画『The Struggle』などがある。